# Kim Bo-kyung
Kim Bo-Kyung (Gurye, Corea del Sud, 6 d'octubre de 1989) és un futbolista sud-coreà. Va disputar 24 partits amb la selecció sud-coreana.